# Adventures of the Imagination
Adventures of the Imagination è un album solista di Michael Schenker, pubblicato nel 2000. A differenza dei suoi album precedenti, questo lavoro non è di rock acustico, ma di heavy metal tipico del primo periodo del Michael Schenker Group.

## Tracce
1. Actung Fertig, Los
2. Open Gate
3. Three Fish Dancing
4. Michael Schenker Junior
5. Adward in a Smoking Cigar
6. I Want to Be With You
7. Old Man With Sheep on Mars
8. The End of the Day
9. Hand in Hand

## Formazione
- Michael Schenker - chitarra
- John Onder - chitarra
- Dave LaRue - basso
- Aynsley Dunbar - batteria